# آختربرخ
اکتربرگ (به هلندی: Achterberg) یک روستا در هلند است که در Rhenen واقع شده‌است.

## خصوصیات
اکتربرگ ۴٬۰۰۰ نفر جمعیت دارد.